# Sophia KattenBond
Binnen de Sophia-Vereeniging, een in Amsterdam gevestigde dierenbeschermingsorganisatie, worden vanaf 2006 onder de naam Sophia Kattenbond activiteiten ten bate van katten opgezet. 
Deze bond trekt zich het lot van katten in Nederland aan en wil het welzijn van deze dieren verbeteren.
De KattenBond onderneemt de volgende activiteiten:
- Het geven van voorlichting over het gedrag van katten;
- Het geven van voorlichting over de aanschaf en verzorging van katten;
- Het terugdringen van het zwerfkattenprobleem door organisaties te ondersteunen die deze dieren vangen en castreren;
- Het kritisch volgen van de handel en fok van raskatten.

Concreet is er een website en een kattenspreekuur. In het voorjaar is er de Week van het kitten.